# Elaphinis adspersula
Elaphinis adspersula är en skalbaggsart som beskrevs av Gerstaecker 1884. Elaphinis adspersula ingår i släktet Elaphinis och familjen Cetoniidae. Inga underarter finns listade i Catalogue of Life.